# Mr SAKE
Mr SAKE（ミスターサケ）とは、一般社団法人ミス日本酒が主催する美男子コンテストである。2017年（平成29年）に初めて開催され、2020年（令和2年）第4回より一般社団法人ミス日本酒が主催。その他にも、ミスター酒、ミスター日本酒と呼ばれることがある。

## 概要

### 応募要項
応募資格は、満20歳以上の男性。
選考基準基準は、
- 日本酒および日本文化に理解・親好のある男性。
- 社会貢献への意識が高い男性。
- グローバルな感覚を持ち合わせた男性。

### 審査員（Miss Sake）
ミス日本酒 参照

### 会場
一般社団法人ミス日本酒主催分
- 第4回　FCCJ (日本外国特派員協会) - 2020年1月18日（土）
- 第5回　ヒルトン名古屋 - 2021年3月20日（土）[2]
- 第7回　ウェスティン都ホテル京都 - 2023/06/23（土）

## 歴代優勝者
| 回・代 | 年     | 大会成績     | 出場者名             | 出場時の肩書き                | 備考 | 使用言語     |
| ------ | ------ | ------------ | -------------------- | ----------------------------- | --- | ------------ |
| 第1回  | 2017年 | グランプリ   | 橋野元樹             | -                             | SAKEstory 店主、利き酒師                                                                                  |              |
| 第2回  | 2018年 | グランプリ   | ジョン・タウンゼント | -                             | | 日本語・英語 |
| 第3回  | 2019年 | グランプリ   | 並里直哉             | -                             | 現在、国際唎酒師・酒匠                                                                                    |              |
| 第4回  | 2020年 | グランプリ   | 大谷史也             | 横浜国立大学教育人間科学部4年 | Mr. YNU Contest 2017ファイナリスト、 株式会社GINGA代表、#イワテジダイ 代表                                | 日本語・英語 |
| 第5回  | 2021年 | グランプリ   | 富沢武士             | 大阪歯科大学4年               | Mr SAKE史上初の2年連続受賞となった。 日本肺癌学会肺がん医療向上委員会広報大使、JTB Tochigi PRアンバサダー | 日本語・英語 |
| 第6回  | 2022年 | グランプリ   | 山﨑友輔             | 酒屋勤務                      | 甲南大学卒業                                                                                              |              |
| 第7回  | 2023年 | グランプリ   | 奥山諒二             | パイロット (航空)             | 2023 Mr SKAE 北海道代表                                                                                   | 日本語・英語 |
| 第7回  | 2023年 | 準グランプリ | 須田隆太朗           | 会社役員                      | 東京代表 hummingbird代表 東京大学工学部計数工学科卒                                                       |              |
| 第7回  | 2023年 | 準グランプリ | 佐藤暢洋             | 醸造機器メーカー勤務          | 岡山代表 醸造機械メーカー勤務 Sake Diploma International                                                  |              |

## スペシャルアンバサダー
日本の伝統ある文化「日本酒」の魅力を世界へ繋ぐアンバサダーの役割を担う「Mr SAKE（ミスターサケ） スペシャルアンバサダー」としてマーク・パンサー（globe）が就任。

## 活動
1. 日本酒および日本の魅力を伝える事業
2. 地域の食・農産業に関する事業
3. 日本の伝統文化に関する事業[7]